# Вовк, Антон Андреевич
Антон Андреевич Вовк (1907, село Сельцо, Бережанский уезд, Австро-Венгрия — 1941, село Могильница, Будановский район, Тернопольская область) — крестьянин, деятель КПЗУ. Депутат Верховного Совета СССР 1-го созыва (с 1940 года).

## Биография
Работал в сельском хозяйстве. Вместе с братом Григорием помогал членам КПЗУ в распространении коммунистических листовок в городе Подгайцы и окрестных сёлах, прятал подпольную литературу.
В октябре 1939 года делегат народного собрания Западной Украины от города Трамбовичи, член Президиума. С 24 марта 1940 года депутат (от Чертковского округа Тарнопольской области) Совета Союза Верховного Совета СССР I созыва.
Накануне Великой Отечественной войны переехал на жительство в село Могильница.
В начале войны был убит боевиками-членами Организации украинских националистов.